# 日本バプテスト連盟
日本バプテスト連盟（にほんバプテストれんめい）は、日本のバプテスト教会の連盟である。埼玉県さいたま市南区南浦和に事務所を置く宗教法人である。ただし、加盟教会によって構成される総会において、意思決定がなされる包括宗教法人という側面も併せ持つ。
教会・伝道所に関しては日本バプテスト連盟の加盟教会・伝道所一覧を参照

## 概要
アメリカ合衆国の南部バプテスト連盟が、協力して伝道に取り組むために1947年に結成された教会の協力体。第二次世界大戦以前は、米国の米国南部バプテスト連盟が、北部バプテスト同盟（現米国バプテスト同盟）との間の協定に従って、九州を中心に伝道活動を行っていた。米国南部バプテスト連盟の日本での宣教は、大阪から開始された。加盟教会が九州、特に福岡に集中しているのは、関連学校が福岡県に集中しているからである。
第2次世界大戦後は、全国に開拓伝道を展開している。現在は、東日本においても日本バプテスト同盟（米国北部バプテスト同盟系）を超える加盟教会がある。特に、首都圏を中心に有している。
阪神・淡路大震災の際には、阪神間（特に兵庫県内）にある諸教会が甚大な被害を受けた。その後、現地支援委員会を立ち上げ、計7年間にわたる活動が行われた。
日本バプテスト連盟の機関誌としては、『バプテスト』誌（A4判、表紙と裏表紙はフルカラー）がある。1950年から発行されており、現在では毎月発行されている。また、教会教育のための教案誌として『聖書教育』誌を年間4冊発行していて、連盟の教会を初め他教派を含む多くの教会で利用されている。さらに独自の讃美歌集として、2003年に『新生讃美歌』を新たに発行して伴奏CDを発売する等活発に利用を呼びかけている。
2010年10月現在で、日本全国に325の加盟教会（内48が伝道所）が在る。
各個教会の「自立」と「協力」に重点を置き、「協力伝道」の名の下に一致して活動を行っている。日本キリスト教協議会（NCC-J）に加盟しており、キリスト教の教派の中でも伝道活動に熱心な教派の1つである。

## 前史
米国の南部バプテスト連盟は、1860年に日本伝道を決め、宣教師を派遣するも乗船が遭難し行方不明となった。1889年に再び日本伝道を決め、同年に宣教師を派遣して宣教を始めた。北部バプテスト同盟との申し合わせで、南部バプテスト連盟は神戸以西で活動することとなっていたが、南部バプテスト連盟に先んじて日本伝道を進めていた北部バプテスト同盟宣教師の助言もあり、大阪で伝道していた宣教師が一時帰国で留守の間に、大阪で日本伝道を試行することとなった。翌1891年（明治24年）に大阪浸礼教会が設立され、南部バプテスト連盟が日本で手がけた最初の教会となった。直後に申し合わせが改められ、南部バプテスト連盟の伝道区域が九州のみとなり、宣教師団の拠点は1892年初（明治25年初）に小倉に移った。既に北九州には北部バプテスト同盟が赤間関を拠点に設けた講義所が三つあり、これを南部バプテスト連盟が引き継いだ。1893年（明治26年）には九州で最初となる門司バプテスマ教会が設立された。1901年（明治34年）には福岡浸礼教会、1902年（明治35年）には熊本浸礼教会、佐世保浸礼教会及び長崎浸礼教会が設立された。1903年（明治36年）4月には、九州に在る7教会と北部バプテスト同盟の山口県内に在る2教会とによる「浸礼派西南部会」が組織された。続いて同年6月に宣教師団「在日本「サヲゾルン、バプチスト」宣教師社団」も結成された。1908年（明治41年）に広島以西と四国が南部バプテスト連盟の伝道区域に変更し、域内の北部バプテスト同盟の教会が南部バプテスト連盟に移管された。1911年（明治44年）には伝道区域制が撤廃され、日本全国での伝道が可能となり、先ずは東京に講義所を置いた。1918年（大正7年）に「浸礼派西南部会」を改組し「日本バプテスト西部組合」となった。南部バプテスト連盟は日本人伝道者育成のための学校経営も手掛け、1907年（明治40年）に「福岡バプテスト神学校」を、同校が北部バプテスト同盟の「横浜バプテスト神学校」と合併されると、その跡地に語学学校「福岡バプテスト夜学校」を、1916年（大正5年）に男子中学校「西南学院」を開校した。1939年（昭和14年）に宗教団体法が公布されると、認可基準を満たすため南部バプテスト連盟所属22教会は北部バプテスト同盟所属教会と合同し「日本バプテスト基督教団」を組織するとともに、外国宣教団からの独立を宣言せざるを得なくなった。南部バプテスト連盟は1940年（昭和15年）に、教会の運営を日本人伝道者に任せ、大半の宣教師を帰国させた。更には、1941年（昭和16年）に「日本基督教団」に合流することで、かろうじて信仰は維持された。翌1942年の南部バプテスト連盟定期総会で「戦後」についての検討が開始され、1945年の定期総会では日本に派遣する宣教師7名が選任された。戦後、進駐軍属として入国した南部バプテスト連盟牧師2名は、旧「日本バプテスト西部組合」関係者と接触し、「日本基督教団」からの独立と宣教師の受け入れの意思を確認した。1947年（昭和22年）4月に進駐軍属牧師の陪席のもと、旧「日本バプテスト西部組合」16教会による「日本バプテスト連盟」が結成された。

## 活動
加盟教会ごとに差があるものの、日本バプテスト連盟全体としては、リベラル的傾向にあり、「世」と「教会」の二元論化や信仰の内面化に対して批判的な立場を採っている。1962年の反ヤスクニ宣言や1988年の罪責告白（戦責告白）に表されるように、現代世界に対するクリスチャンや教会の責任また社会的使命を大切にする方向を目指すとしている。近年には、米国南部バプテスト連盟の保守化の中においてジミー・カーター元米国大統領が名を連ねているCooperative Baptist Fellowship（CBF）との連携を強めていく動きもある。
加盟教会の活動においては、「生の全領域」でイエス・キリストを証しする生活のための「全年齢層の教会学校」を標榜しており、子どもの聖書の学習をはじめ青年・成人による共同学習も重視している。また、福音を宣べ伝える具体的な働きとして特別委員会が、靖国神社問題、部落問題、日韓・在日連帯、公害問題、ホームレス、性差別問題、「障害」者等に対し、支援活動を展開している。2002年総会では「平和に関する信仰的宣言」（平和宣言）を採択する等、平和運動に取り組む姿勢を表明している。
加盟教会員や特定非営利活動法人は、千葉県市川市や（京都府）京都市、兵庫県神戸市、福岡県北九州市等において、野宿を強いられている人への生活支援活動を行なったと報告している。この支援活動には、他教派のキリスト者や一般のボランティアも参加している。
2011年3月11日発生した東北地方太平洋沖地震および東日本大震災では、翌日午前に災害対策本部を立ち上げ、緊急救援物資輸送の準備に取りかかった。3月13日午後、世界バプテスト連盟の緊急救援チーム（BWAid)と共に被災地を訪れた後、緊急救援物資輸送を行った等と公表している。
憲法フェスティバル
2014年5月24日、東京都目黒区にある連盟の恵泉バプテスト教会において、「憲法フェスティバル2014」が、開催された。洋光台キリスト教会や花小金井キリスト教会、日本バプテスト教会連合の大野キリスト教会からも会員が参加する等、参加者人数は120人に上ったという。
憲法９条がノーベル平和賞候補にノミネートされた事に関して、きっかけを作った日本バプテスト教会連合大野キリスト教会会員は、「９条の素晴らしさを「輸出」していくことで、この国から世界の平和を手繰り寄せていく。９条は自分たちだけのものにしてはいけない気がしています。」とコメントをしたという。

## 年表
- 1889年 - アメリカ合衆国の南部バプテスト連盟による、日本への伝道が始まる。
- 1890年 - 福岡県若松市（現：北九州市若松区）にて、日本バプテスト西部組合が結成される。
- 1907年 - 福岡神学校開設（西南学院の前身）
- 1913年 - 日本バプテスト西部組合により、福岡市に舞鶴幼稚園開設
- 1916年 - 宣教師C・K・ドージャーにより、私立西南学院創立
- 1920年 - 西南学院本館（現・西南学院大学博物館）竣工
- 1922年 - 宣教師H.ロウにより、西南女学院創立
- 1940年 - 日本バプテスト東部組合（現在の日本バプテスト同盟と日本基督教団新生会）と｢合同｣して、日本バプテスト基督教団を結成する。
- 1941年 - 日本バプテスト基督教団は、他教派と｢合同｣して日本基督教団第四部に合流する。
- 1947年 - 日本基督教団を離脱している16教会が、福岡の地にて日本バプテスト連盟を結成する。
- 1953年 - 法人登記をする。
- 1954年 - 天城山荘を開設する。
- 1955年 - アメリカ施政権下の沖縄へ向けて、「国外」伝道宣教師を派遣する。
- 1963年 - 新生運動で多くの南部バプテスト連盟のキリスト者が来日して、伝道協力が行われる。
- 1965年 - ブラジルへ向けて、国外伝道宣教師を派遣する。
- 1976年 - 経常費自給化を決議する。
- 1979年 - 「信仰宣言」を採択する。
- 1980年代-1990年代 - インドネシア・タイ・シンガポールへ向けて、宣教師を派遣する。
- 1983年 - 経常費完全自給化を達成する。
- 1987年 - 東京都新宿区に在った連盟事務所を売却して、現在地へ移る。
- 1988年 - ｢戦争責任に関する信仰宣言｣を採択。
- 1989年 - ｢Xデー｣問題等に取り組む。
- 1989年 - 米国・南部バプテスト連盟による日本バプテスト宣敎100周年を記念して、『新生讃美歌』を刊行する。
- 1994年 - 熊本のA氏（当時、日本バプテスト連盟加盟教会の牧会者）による在日大韓基督教会の｢教職｣者に対する、“熊本「同化」差別発言事件”がおこる。後に ヨルダン社より、単行本『キムがキムとして』が出る。
- 1995年 - 阪神・淡路大震災により、阪神間の教会が被害を受ける。日本バプテスト連盟震災現地支援委員会の設置。
- 1995年 - 宣教研究所（機関）が活動を開始する。
- 2002年 - 「平和に関する信仰的宣言」（｢平和宣言｣）を採択する。
- 2003年 - 『新生讃美歌』を新たに刊行する。
- 2004年 - 第50回定期総会で機構改革を決議する。
- 2007年 - 結成60周年を迎える。

## 特別委員会（50音順）
- 公害問題特別委員会
- 性差別問題特別委員会
- 「障害」者と教会特別委員会
- 日韓・在日連帯特別委員会
- 部落問題特別委員会
- ホームレス支援特別委員会
- 靖国神社問題特別委員会

## 地方連合別 加盟教会&伝道所数
- 北海道地方連合…北海道16教会
- 東北地方連合…14教会3伝道所（青森県5教会1伝道所・岩手県1教会・秋田県1教会・宮城県3教会1伝道所・山形県1教会1伝道所・福島県3教会）
- 北関東地方連合…16教会4伝道所（新潟県1教会・栃木県1教会・群馬県2教会1伝道所・茨城県3教会1伝道所・埼玉県9教会2伝道所）
- 東京地方連合…49教会5伝道所｛東地区（東京都2教会・千葉県10教会）；西地区（東京都16教会3伝道所）；南地区（東京都10教会1伝道所）；北地区（東京都11教会1伝道所）｝
- 神奈川地方連合…神奈川県20教会5伝道所
- 西関東地方連合…8教会1伝道所（長野県1教会1伝道所・山梨県2教会・静岡県5教会）
- 中部地方連合…13教会1伝道所（石川県1教会・富山県1教会・福井県1教会・岐阜県2教会・愛知県7教会1伝道所・三重県1教会）
- 関西地方教会連合…32教会4伝道所｛京滋ブロック（滋賀県…2教会・京都府…1伝道所）；大阪ブロック（大阪府…14教会1伝道所・奈良県…1教会・和歌山県…1教会1伝道所）；兵庫ブロック（兵庫県…1伝道所・鳥取県…1教会）｝
- 中四国地方連合…19教会1伝道所（岡山県…1教会・島根県…1教会・広島県…7教会・香川県3教会1伝道所・徳島県…1教会・愛媛県…5教会・高知県…1教会）
- 北九州地方連合…28教会（山口県…3教会・福岡県22教会・大分県3教会）
- 福岡地方連合…13教会｛東部方面（福岡県7教会1伝道所）；東区（福岡市）3教会；博多区（福岡市）1教会；中央区（福岡市）4教会；城南区（福岡市）2教会；早良区4教会1伝道所；南区（福岡市）4教会；筑紫方面（福岡県）2教会1伝道所；西区（福岡市）3教会；前原市（前原市）1教会1伝道所；筑後方面（福岡県3教会2伝道所・佐賀県1伝道所）；壱岐（長崎県）1教会｝
- 西九州地方連合…13教会2伝道所（佐賀県6教会1伝道所・長崎県7教会1伝道所）
- 南九州地方連合…20教会9伝道所（福岡県3教会1伝道所・熊本県7教会3伝道所・宮崎県5教会2伝道所・鹿児島県4教会2伝道所・沖縄県1教会1伝道所）

## 関連団体
- 学校法人西南学院（保育園・幼稚園・小学校・中学校・高校・大学・大学院：福岡市）
- 学校法人西南女学院（幼稚園・中学校・高校・短大・大学：北九州市）
- 財団法人日本バプテスト連盟医療団（京都市）
- 日本バプテスト病院（医療機関：京都市）
- 日本バプテスト看護専門学校（京都市）※廃止
- 久山療育園（重症心身障害児施設：福岡県久山町）
- 大牟田恵愛園（身体障害者授産施設：福岡県大牟田市）
- バプテストホーム(特別養護老人ホーム：京都市)
- 天城山荘（宿泊施設：静岡県）※2022年廃止
- 北海道バプテスト研修センター（神学教育機関：札幌市）
- 東京バプテスト神学校（神学教育機関：東京都文京区）
- 九州バプテスト神学校（神学教育機関：）

## 主な牧会者

### 存命者
- 青野太潮（あおの たしお）-平尾バプテスト教会 協力牧師、神学者、聖書(新約)学者、西南学院大学神学部 教授、前学部長。
- 奥田知志-東八幡バプテスト教会 牧師、特定非営利活動法人北九州ホームレス支援機構 代表、2009年3月10日(火曜日)放送の『NHK プロフェッショナル 仕事の流儀』の第112回に出演。
- 奥村敏夫-札幌バプテスト教会牧師、日本バプテスト連盟 理事長
- 加藤誠-日本バプテスト　大井教会主任牧師、元日本バプテスト連盟 常務理事。
- 平良仁志-日本バプテスト連盟 堺キリスト教会 牧師、元 日本バプテスト連盟 理事長。
- 谷本仰-南小倉バプテスト教会 牧師、アルゼンチンタンゴ「トリオ・ロス・ファンダンゴス」、サイケデリックジャムバンド「ドグラマグラ」等多数のユニットに参加しており、2007年3月にはホームレスエイドCD(アルバム盤)『ゴーイング・ホーム』を発表して売り上げをホームレス支援金に充てている。認定NPO法人北九州ホームレス支援機構メンバー
- 中島義和-日本バプテスト大阪教会大阪旭伝道所 牧師、社会福祉法人バプテストめぐみ会 理事長、元 日本バプテスト連盟 総主事
- 野中宏樹-鳥栖バプテスト教会牧師、讃美歌『たとえばわたしが』の作詞&作曲者、以前に神戸の震災復興を応援するCD(シングル盤)『三色スミレ』（カップリング曲は『ぼちぼちいこか』）を発表。
- 濱野道雄-花小金井バプテスト教会協力牧師、日本バプテスト連盟宣教研究所 所長
- 渡辺暢雄-渋谷バプテスト教会 客員牧師、ルーサー・ライス神学大学 客員教授、東京バプテスト神学校 講師、日本伝道協力会 副主幹 等。
- 吉高叶-元栗ヶ沢バプテスト教会 牧師、日本バプテスト連盟　常務理事。

### 召天者
- 天野有（あまの ゆう） - 北九州市内に在る高須バプテスト教会の協力牧師、神学者、西南学院大学神学部教授。
- 尾崎主一 - 神学者
- 加來國生 - 元ナザレンの教職で、日本バプテスト連盟の結成時に参加して後に佐賀キリスト教会を開拓する。
- 戸川隆 - 元神戸いのちの電話理事長 、（関西）バプテスト・アワーの創設者、元鳥取いのちの電話理事長。